# Grundvetenskap
Grundvetenskap kallas ett vetenskapligt eller filosofiskt system som ligger till grund för alla andra vetenskapsgrenar. Olika uppfattningar om vad som utgör grundvetenskapen har namn som psykologism, biologism, sociologism och fysikalism. Grundvetenskap kan även vara namnet på en av flera grundläggande vetenskapsgrenar, som grammatik, psykologi och sociologi, där sådana studieområden som engelska och franska är icke-grundläggande vetenskaper.